# 161 (číslo)
Sto šedesát jedna je přirozené číslo, které následuje po čísle sto šededesát a předchází číslu sto šedesát dva. Římskými číslicemi se zapisuje CLXI. Stošedesátým prvním dnem kalendářního roku je 10. červen (v přestupném roce 9. červen).

## Symbolika
Číslo 161 používají antifašisté, znamená písmena AFA – anti-fašistická akce

## Chemie
- 161 je neutronové číslo druhého nejstabilnějšího izotopu hassia a nukleonové číslo čtvrtého nejběžnějšího izotopu dysprosia.[1]

## Matematika
161 je:
- nepříznivé číslo.
- nešťastné číslo.
- součet pěti po sobě jdoucích prvočísel (23 + 29 + 31 + 37 + 41)

## Doprava
Silnice II/161 je česká silnice II. třídy vedoucí na trase Vyšší Brod – Rakousko

## Hudba
- 161 je píseň od kapely The Guest List.

## Roky
- 161
- 161 př. n. l.